# Boriss Cilevičs
Boriss Cilevičs (Daugavpils, 26 de març de 1956) és un polític letó. És membre del Partit Socialdemòcrata «Harmonia» i diputat de la Saeima (Parlament Letó) des del 17 d'octubre de 2011. Va ser membre del Parlament Europeu.
Com a membre de la delegació del seu país a l'Assemblea Parlamentària del Consell d'Europa, un organisme que s'encarrega de vetllar pel respecte als drets humans, la democràcia i l'estat de dret a quaranta-set estats d'Europa, més enllà de la UE, el febrer de 2020 va fer una visita als presos polítics catalans a la presó de Lledoners. Durant un any i mig va examinar la situació dels presos polítics catalans a l'estat espanyol i els kurds a Turquia i en va elaborar un informe, que fou aprovat en comissió, en el qual exigia l'alliberament dels presos i la retirada de les euroordres, fet que va causar un gran nerviosisme i irritació a l'estat espanyol.